# Producción de biodiésel

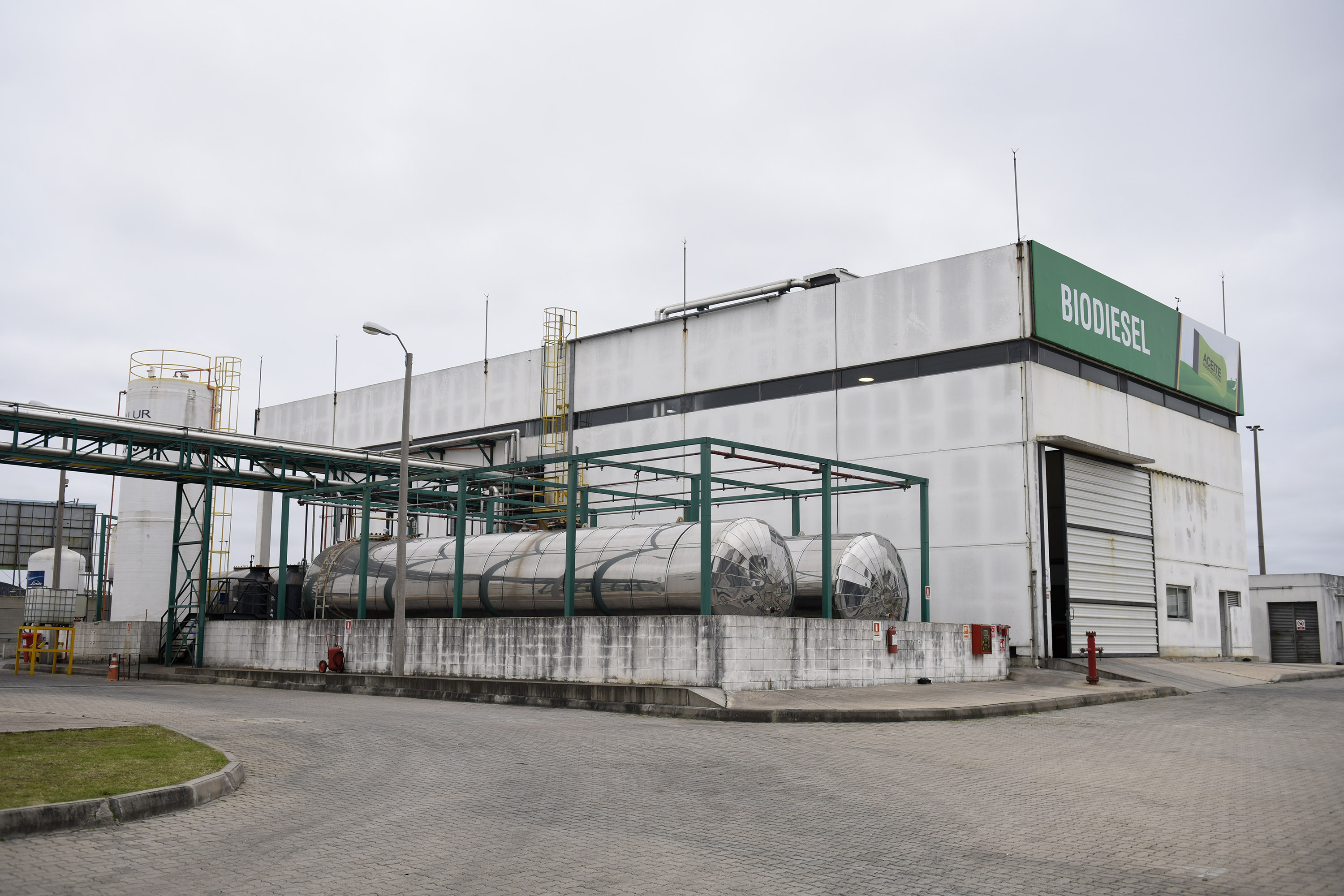
Planta de reciclaje de aceite doméstico con el que se produce biodiésel en Montevideo, Uruguay.

La producción de biodiésel es el proceso de producir el biocombustible, el biodiésel, a través de las reacciones químicas de transesterificación y esterificación. Esto implica grasas y aceites vegetales o animales que reaccionan con alcoholes de cadena corta (típicamente metanol o etanol). Los alcoholes utilizados deben ser de bajo peso molecular. El etanol es el más usado debido a su bajo costo, sin embargo, se pueden alcanzar mayores conversiones en biodiésel utilizando metanol. Aunque la reacción de transesterificación puede ser catalizada por ácidos o bases, la reacción catalizada por base es más común. Esta ruta tiene tiempos de reacción y costo de catalizador más bajos que los de la catálisis ácida. Sin embargo, la catálisis alcalina tiene la desventaja de una alta sensibilidad tanto al agua como a los ácidos grasos libres presentes en los aceites.

## Los pasos del proceso
Los principales pasos necesarios para sintetizar biodiésel son los siguientes: 

### Pretratamiento de materia prima
La materia prima común utilizada en la producción de biodiésel incluye grasa amarilla (aceite vegetal reciclado), aceite vegetal "virgen" y sebo. El aceite reciclado se procesa para eliminar las impurezas de la cocción, el almacenamiento y la manipulación, como la suciedad, los alimentos carbonizados y el agua. Los aceites vírgenes son refinados, pero no a un nivel de grado alimenticio. El desgomado para eliminar los fosfolípidos y otras materias vegetales es común, aunque los procesos de refinamiento varían. El agua se elimina porque su presencia durante la transesterificación catalizada por bases resulta en la saponificación (hidrólisis) de los triglicéridos, produciendo jabón en lugar de biodiésel. Luego se prueba una muestra de la materia prima limpiada mediante valoración con una solución base estandarizada, para determinar la concentración de ácidos grasos libres presentes en la muestra de aceite vegetal. Los ácidos se eliminan (normalmente mediante neutralización) o se esterifican para producir biodiésel (o glicéridos). 

### Reacciones
La transesterificación catalizada por bases hace reaccionar lípidos (grasas y aceites) con alcohol (típicamente metanol o etanol) para producir biodiésel y un coproducto impuro, el glicerol. Si el aceite de alimentación se usa o tiene un alto contenido de ácido, la esterificación catalizada por ácido puede usarse para hacer reaccionar ácidos grasos con alcohol para producir biodiésel. Otros métodos, como los reactores de lecho fijo, reactores supercríticos y los reactores ultrasónicos, renuncian o disminuyen el uso de catalizadores químicos. 

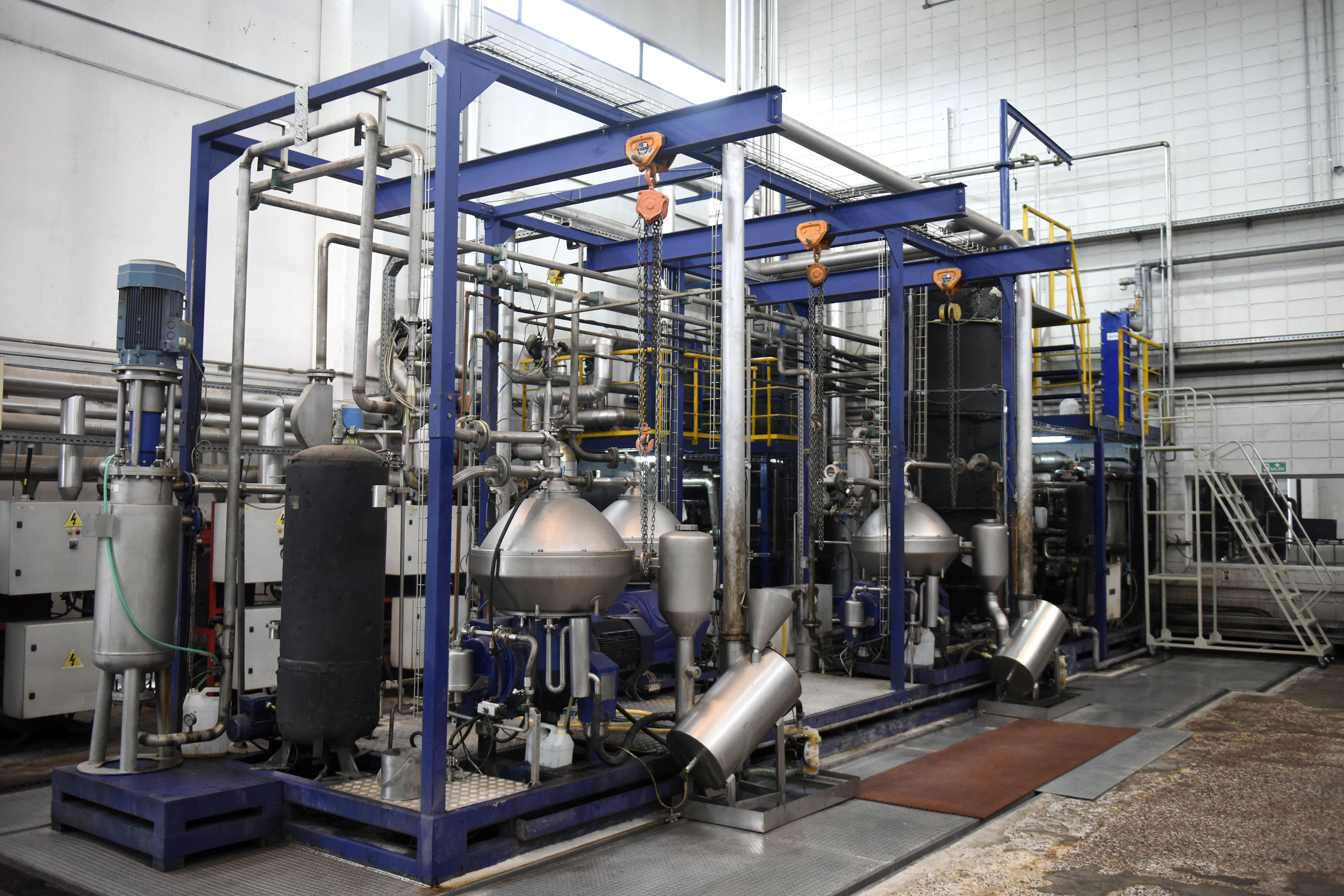
Planta de purificación de aceite doméstico por dentro en Montevideo, Uruguay.

### Purificación del producto
Los productos de la reacción incluyen no solo biodiésel, sino también subproductos, jabón, glicerol, exceso de alcohol y trazas de agua. Todos estos subproductos deben eliminarse para cumplir con los estándares, pero el orden de eliminación depende del proceso. 
La densidad del glicerol es mayor que la del biodiésel, y esta diferencia de propiedades se explota para separar la mayor parte del coproducto de glicerol. El metanol residual se recupera típicamente por destilación y se reutiliza. Los jabones se pueden eliminar o convertir en ácidos. El agua residual también se elimina del combustible. 

## Reacciones

### Transesterificación
Las grasas y aceites animales y vegetales están compuestos de triglicéridos, que son ésteres formados por las reacciones de tres ácidos grasos libres y el alcohol trihídrico, el glicerol. En el proceso de transesterificación, el alcohol agregado (comúnmente, metanol o etanol) se desprotona con una base para convertirlo en un nucleófilo más fuerte. Como se puede ver, la reacción no tiene otras entradas que el triglicérido y el alcohol. En condiciones normales, esta reacción se desarrollará de manera extremadamente lenta o no se producirá en absoluto, por lo que el calor y los catalizadores (ácidos y/o bases) se utilizan para acelerar la reacción. Es importante tener en cuenta que el ácido o la base no son consumidos por la reacción de transesterificación, por lo tanto, no son reactivos, sino catalizadores. Los catalizadores comunes para la transesterificación incluyen hidróxido de sodio, hidróxido de potasio y metóxido de sodio. 
Casi todo el biodiésel se produce a partir de aceites vegetales vírgenes utilizando la técnica catalizada por bases, ya que es el proceso más económico para el tratamiento de aceites vegetales vírgenes, que requiere solo bajas temperaturas y presiones y produce un rendimiento de conversión superior al 98% (siempre que el aceite de partida sea bajo en humedad y ácidos grasos libres). Sin embargo, el biodiésel producido a partir de otras fuentes o por otros métodos puede requerir catálisis ácida, que es mucho más lenta. Dado que es el método predominante para la producción a escala comercial, solo se describirá el proceso de transesterificación catalizado por bases 

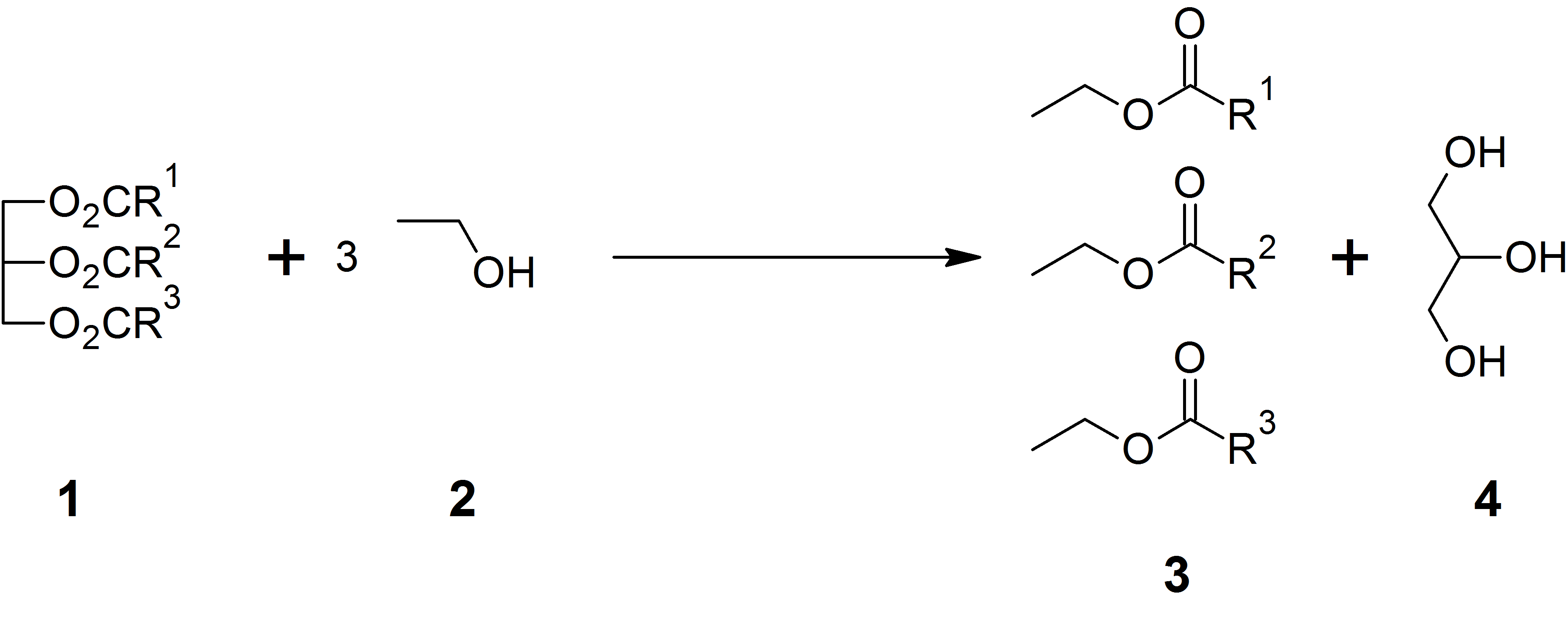
Los triglicéridos (1) se hacen reaccionar con un alcohol como el etanol (2) para dar ésteres etílicos de ácidos grasos (3) y glicerol (4). R^{1}, R^{2}, R^{3}: grupo alquilo

El alcohol reacciona con los ácidos grasos para formar el mono-alquil éster (biodiésel) y el glicerol crudo. La reacción entre el biolípido (grasa o aceite) y el alcohol es una reacción reversible, por lo que se debe agregar un exceso de alcohol para garantizar una conversión completa. 

### Mecanismo de transesterificación catalizado por bases
La reacción de transesterificación está catalizada por bases. Cualquier base fuerte capaz de desprotonar el alcohol servirá (por ejemplo, NaOH, KOH, metóxido de sodio, etc.), pero los hidróxidos de sodio y potasio a menudo se eligen por su costo. La presencia de agua provoca una hidrólisis de base indeseable, por lo que la reacción debe mantenerse seca. 
En el mecanismo de transesterificación, el carbono carbonílico del éster de partida (RCOOR1) sufre un ataque nucleofílico por el alcóxido entrante (R2O−) para dar un intermedio tetraédrico, que vuelve al material de partida o pasa al producto transesterificado (RCOOR2). Las diversas especies existen en equilibrio, y la distribución del producto depende de las energías relativas del reactivo y el producto. 

## Métodos de producción

### Proceso supercrítico
Un método alternativo, sin catalizador, para la transesterificación utiliza metanol supercrítico a altas temperaturas y presiones en un proceso continuo. En el estado supercrítico, el aceite y el metanol están en una sola fase, y la reacción se produce de forma espontánea y rápida. El proceso puede tolerar el agua en la materia prima, los ácidos grasos libres se convierten en ésteres metílicos en lugar de jabón, por lo que se puede utilizar una amplia variedad de materias primas. También se elimina la etapa de eliminación del catalizador. Se requieren altas temperaturas y presiones, pero los costos de producción de energía son similares o menores que las rutas de producción catalítica.

### Reactores en línea y por lotes de cizallamiento ultraalto y alto
Los reactores en línea o por lotes de cizallamiento ultraalto y alto permiten la producción de biodiésel de forma continua, semicontinua y en modo discontinuo. Esto reduce drásticamente el tiempo de producción y aumenta el volumen de producción. La reacción tiene lugar en la zona de cizallamiento de alta energía del mezclador de cizallamiento ultra y alto reduciendo el tamaño de gota de los líquidos inmiscibles, tales como aceite o grasas y metanol. Por lo tanto, cuanto más pequeño es el tamaño de gota, mayor es el área de superficie, más rápido puede reaccionar el catalizador.   

### Método de reactor ultrasónico
En el método del reactor ultrasónico, las ondas ultrasónicas hacen que la mezcla de reacción produzca y colapse burbujas constantemente; Esta cavitación proporciona simultáneamente la mezcla y el calentamiento necesarios para llevar a cabo el proceso de transesterificación. El uso de un reactor ultrasónico para la producción de biodiésel puede reducir drásticamente el tiempo de reacción y las temperaturas, y el aporte de energía. Usando tales reactores, el proceso de transesterificación puede ejecutarse en línea en lugar de usar el procesamiento por lotes que consume mucho tiempo. Los dispositivos ultrasónicos a escala industrial permiten el procesamiento de varios miles de barriles por día.

### Método catalizado por lipasa
Grandes cantidades de investigación se han centrado recientemente en el uso de enzimas como catalizador para la transesterificación. Los investigadores han descubierto que se pueden obtener rendimientos muy buenos de los aceites crudos y usados con lipasas. El uso de lipasas hace que la reacción sea menos sensible al alto contenido de ácidos grasos libres, lo cual es un problema con el proceso estándar de biodiésel. Un problema con la reacción de la lipasa es que no se puede usar metanol porque inactiva el catalizador de la lipasa después de un lote. Sin embargo, si se usa acetato de metilo en lugar de metanol, la lipasa no se activa y puede usarse para varios lotes, lo que hace que el sistema de lipasa sea mucho más rentable.

### Ácidos grasos volátiles de la digestión anaeróbica de las corrientes de desechos
Los lípidos han atraído considerable atención como sustrato para la producción de biodiésel debido a su sostenibilidad, no toxicidad y propiedades de eficiencia energética. Sin embargo, debido a razones de costo, la atención debe centrarse en las fuentes no comestibles de lípidos, en particular los microorganismos oleaginosos. Dichos microbios tienen la capacidad de asimilar las fuentes de carbono de un medio y convertir el carbono en materiales de almacenamiento de lípidos. Los lípidos acumulados por estas células oleaginosas se pueden transesterificar para formar biodiésel.

## Otras lecturas
- Gerpen, JV, "Procesamiento y producción de biodiesel", Tecnología de procesamiento de combustible, 2005, 86, 1097-1107. doi 10.1016/j.fuproc.2004.11.005
- Ma, F. y Hanna, MA, "Producción de biodiesel: una revisión", Bioresource Technology, 1999, 70, 1–15. doi 10.1016/S0960-8524(99)00025-5